# 萨尔图-达迪维萨
萨尔图－达迪维萨是巴西米纳斯吉拉斯州的一个市镇。总面积943.647平方公里，总人口6896人，人口密度7.3人/平方公里。